# 長江 愛の詩
『長江 愛の詩』（ちょうこう あいのうた、原題：長江図）は、2016年の中国映画。
亡き父が遺した詩集に導かれオンボロ船で長江を遡る旅に出た男が、ミステリアスな女性と恋に落ちていく様子を長江の悠久の歴史に重ね合わせて描くドラマ映画。
第66回ベルリン国際映画祭銀熊賞（芸術貢献賞）受賞。

## キャスト
- ガオ・チュン：チン・ハオ
- アン・ルー：シン・ジーレイ
- ホンウェイ：ワン・ホンウェイ
- ウー・シェン：ウー・リーポン
- シアン：チァン・ホワリン
- ルオ・ディン：タン・カイ

## スタッフ
- 監督・脚本：ヤン・チャオ
- 撮影：リー・ピンビン
- 製作：ワン・ユー
- 音楽：アン・ウェイ
- 編集：ヤン・ミンミン